# Jedenspeigen
Jedenspeigen ist eine österreichische Marktgemeinde mit 1112 Einwohnern (Stand 1. Jänner 2025) im Bezirk Gänserndorf in Niederösterreich.

## Geografie
Jedenspeigen liegt im Weinviertel in Niederösterreich. Die Fläche der Marktgemeinde umfasst 23,22 Quadratkilometer. 8,2 Prozent der Fläche sind bewaldet.

### Gemeindegliederung
Das Gemeindegebiet umfasst folgende zwei Ortschaften (in Klammern Einwohnerzahl Stand 1. Jänner 2025):
- Jedenspeigen (677) (kroat. Nideršpelk)[2]
- Sierndorf an der March (435) (kroat. Cindrof)[2]

Die Gemeinde besteht aus den Katastralgemeinden Jedenspeigen und Sierndorf an der March.
Mit der Niederösterreichischen Kommunalstrukturverbesserung erfolgte zum 1. Jänner 1972 die Gemeindezusammenlegung der Gemeinde Sierndorf mit der Marktgemeinde Jedenspeigen.

### Nachbargemeinden
|          | Drösing                                     |                   |
|          | Kompassrose, die auf Nachbargemeinden zeigt | Malacky, Slowakei |
| Dürnkrut |                                             |                   |

## Geschichte

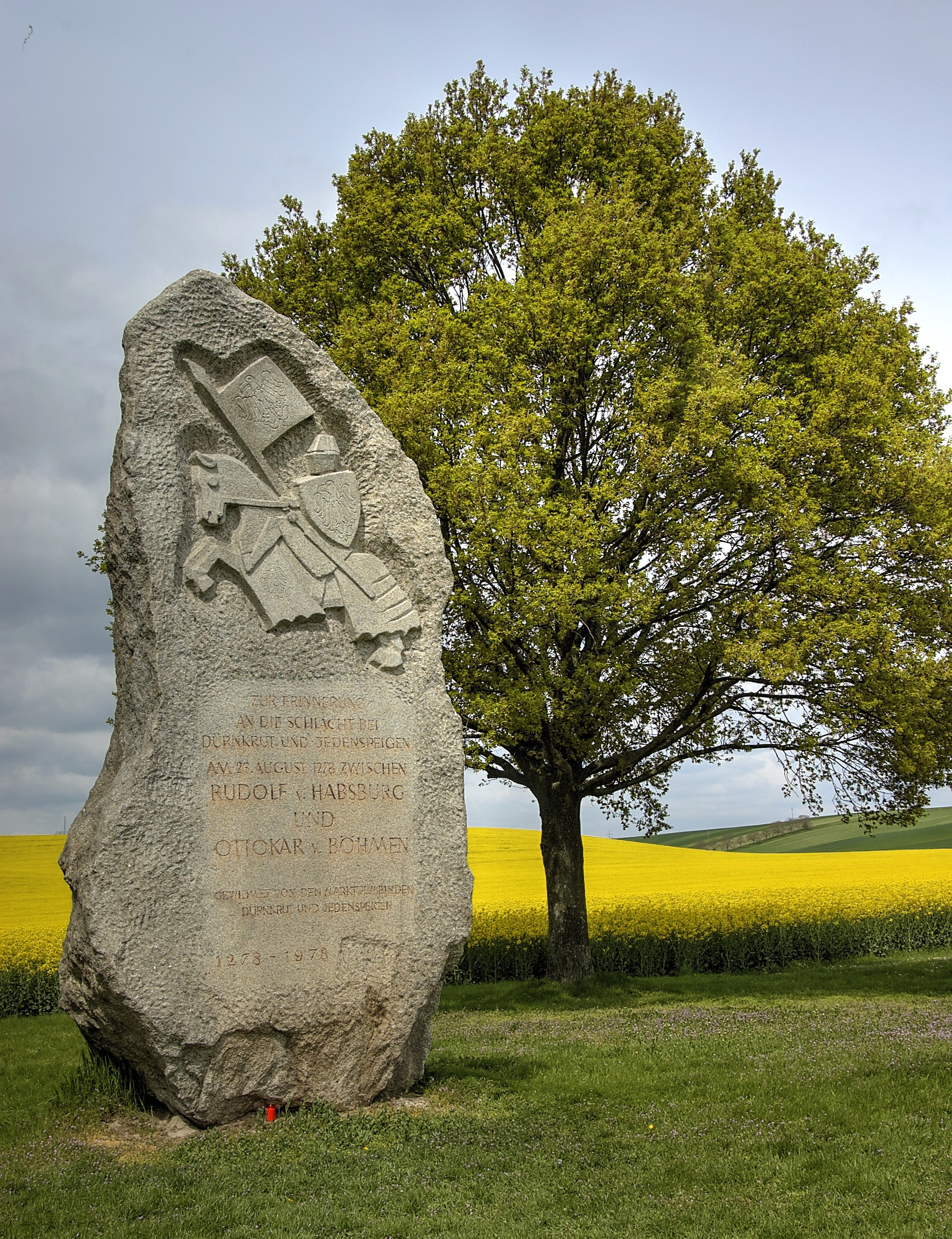
Gedenkstein zur Schlacht auf dem Marchfeld an der Gemeindegrenze Jedenspeigen und Dürnkrut

Jedenspeigen wird als Hiedunspeigung 1113 erstmals urkundlich erwähnt. Der Namen leitet sich von einer nahe gelegenen Schlinge der March ab, Beuge des Jedung. Der Ort gehörte ursprünglich dem Stift Melk, gelangte später an die Formbacher und danach an die Babenberger. 1179 wird eine Pfarre Jedenspeigen erwähnt.
- Die Schlacht bei Dürnkrut und Jedenspeigen am 26. August 1278 zwischen dem Böhmenkönig Přemysl Ottokar II. und dem Habsburger Rudolf I. gilt nach der Schlacht bei Hastings als die zweitgrößte Ritterschlacht in der Geschichte. Sie endete mit dem Sieg des Habsburgers, Ottokar II. wurde auf der Flucht erschlagen.

1295 wurde ein Hadmar von Jedenspeigen aus dem Geschlecht derer von Idunspeugen als Inhaber von Burg und Herrschaft genannt. Die Ritter von Jedenspeigen bauten in den nächsten Jahrhunderten ihre Grundherrschaft aus. 1440 belagerten sie die Stadt Zistersdorf, in Folge wurde ihre Burg von Truppen des späteren Kaisers Friedrich III. zerstört, die Herrschaft wurde an Christoph von Liechtenstein übergeben. 1442 besetzte der Söldnerführer Wencko von Ruckenau den Ort. 1513 verlieh Kaiser Maximilian Jedenspeigen das Marktrecht.
Anfang des 16. Jahrhunderts bis 1524 wechselte das Schloss Jedenspeigen (Gänserndorf, Niederösterreich) von den Jedenspeigener zu den Steinpeisser. Ab 1524 hatten die Lamberg die Herrschaft inne. 1578 kaufte Conrad von Pappenheim Jedenspeigen und veräußerte es 1583 an Georg Seyfried von Kollonitsch. Dessen Familie blieb bis ins 19. Jahrhundert im Ort.
Das ursprünglich aus Kroatien stammende Geschlecht der Kollonitsch baute Jedenspeigen zum Herrschaftssitz aus und ließ ein Schloss im Stil der Renaissance auf den Überresten der alten Burg errichten. Das Eingangsportal zeigt bis heute die Wappen von Georg Seyfried von Kollonitsch und seiner Frau Helena, Gräfin Fuchs. Die beiden ließen auch eine Familiengruft unter der Kirche St. Martin anlegen, die bis 1742 als Grablege der Kollonitsch belegt wurde. Nach dem Aussterben der Kollonitsch in männlicher Linie gingen Schloss und Herrschaft Jedenspeigen an Ladislaus Freiherrn von Zay von Csömör, der von seinem Onkel Kardinal Siegmund Graf von Kollonitz mit der Auflage adoptiert wurde, den Namen Kollonitsch anzunehmen. 1874 vererbte der letzte aus der Familie, Max Graf Kollonitsch, Schloss und Herrschaft an die Erzdiözese Wien.
1910 erhielt Jedenspeigen eine Station an der Nordbahn. Ende des Zweiten Weltkriegs zählte Jedenspeigen nach schwersten Kämpfen an der March zu den am meisten zerstörten Orten im Bezirk Gänserndorf. 1978 wurde anlässlich des 700-jährigen Jubiläums der Schlacht auf dem Marchfeld Schloss Jedenspeigen teilweise saniert und Schauplatz einer großen Ausstellung zum Thema Rudolf und Ottokar.
Mit 1. Jänner 1972 wurde die Gemeinde Sierndorf an der March nach Jedenspeigen eingemeindet.

### Bevölkerungsentwicklung
| Jedenspeigen: Einwohnerzahlen von 1869 bis 2024 | Jedenspeigen: Einwohnerzahlen von 1869 bis 2024 | Jedenspeigen: Einwohnerzahlen von 1869 bis 2024 | Jedenspeigen: Einwohnerzahlen von 1869 bis 2024 | Jedenspeigen: Einwohnerzahlen von 1869 bis 2024 |
| ----------------------------------------------- | ----------------------------------------------- | ----------------------------------------------- | ----------------------------------------------- | ----------------------------------------------- |
| Jahr                                            |                                                 |                                                 |                                                 | Einwohner                                       |
| 1869                                            | 1869                                            |                                                 | 1.363                                           | 1.363                                           |
| 1880                                            | 1880                                            |                                                 | 1.421                                           | 1.421                                           |
| 1890                                            | 1890                                            |                                                 | 1.529                                           | 1.529                                           |
| 1900                                            | 1900                                            |                                                 | 1.545                                           | 1.545                                           |
| 1910                                            | 1910                                            |                                                 | 1.668                                           | 1.668                                           |
| 1923                                            | 1923                                            |                                                 | 1.593                                           | 1.593                                           |
| 1934                                            | 1934                                            |                                                 | 1.558                                           | 1.558                                           |
| 1939                                            | 1939                                            |                                                 | 1.557                                           | 1.557                                           |
| 1951                                            | 1951                                            |                                                 | 1.403                                           | 1.403                                           |
| 1961                                            | 1961                                            |                                                 | 1.283                                           | 1.283                                           |
| 1971                                            | 1971                                            |                                                 | 1.191                                           | 1.191                                           |
| 1981                                            | 1981                                            |                                                 | 1.132                                           | 1.132                                           |
| 1991                                            | 1991                                            |                                                 | 1.115                                           | 1.115                                           |
| 2001                                            | 2001                                            |                                                 | 1.166                                           | 1.166                                           |
| 2011                                            | 2011                                            |                                                 | 1.062                                           | 1.062                                           |
| 2021                                            | 2021                                            |                                                 | 1.115                                           | 1.115                                           |
| 2024                                            | 2024                                            |                                                 | 1.135                                           | 1.135                                           |
| Quelle(n): Statistik Austria                    |                                                 |                                                 |                                                 |                                                 |

## Kultur und Sehenswürdigkeiten

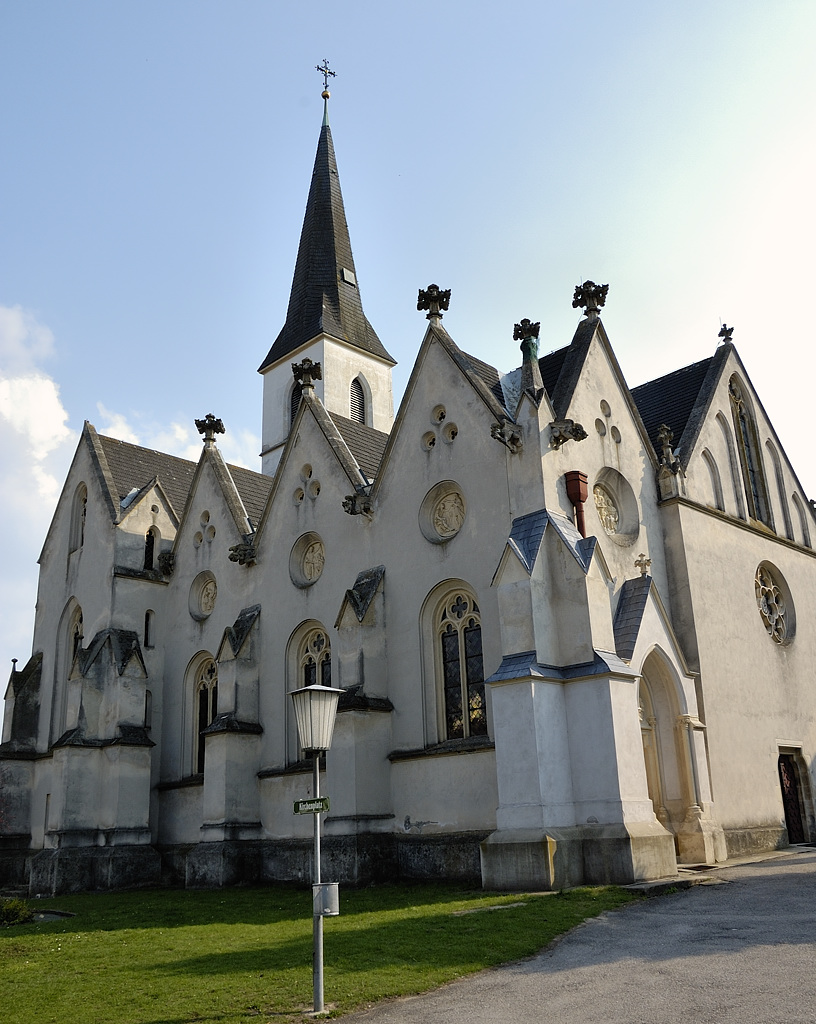
Pfarrkirche Jedenspeigen

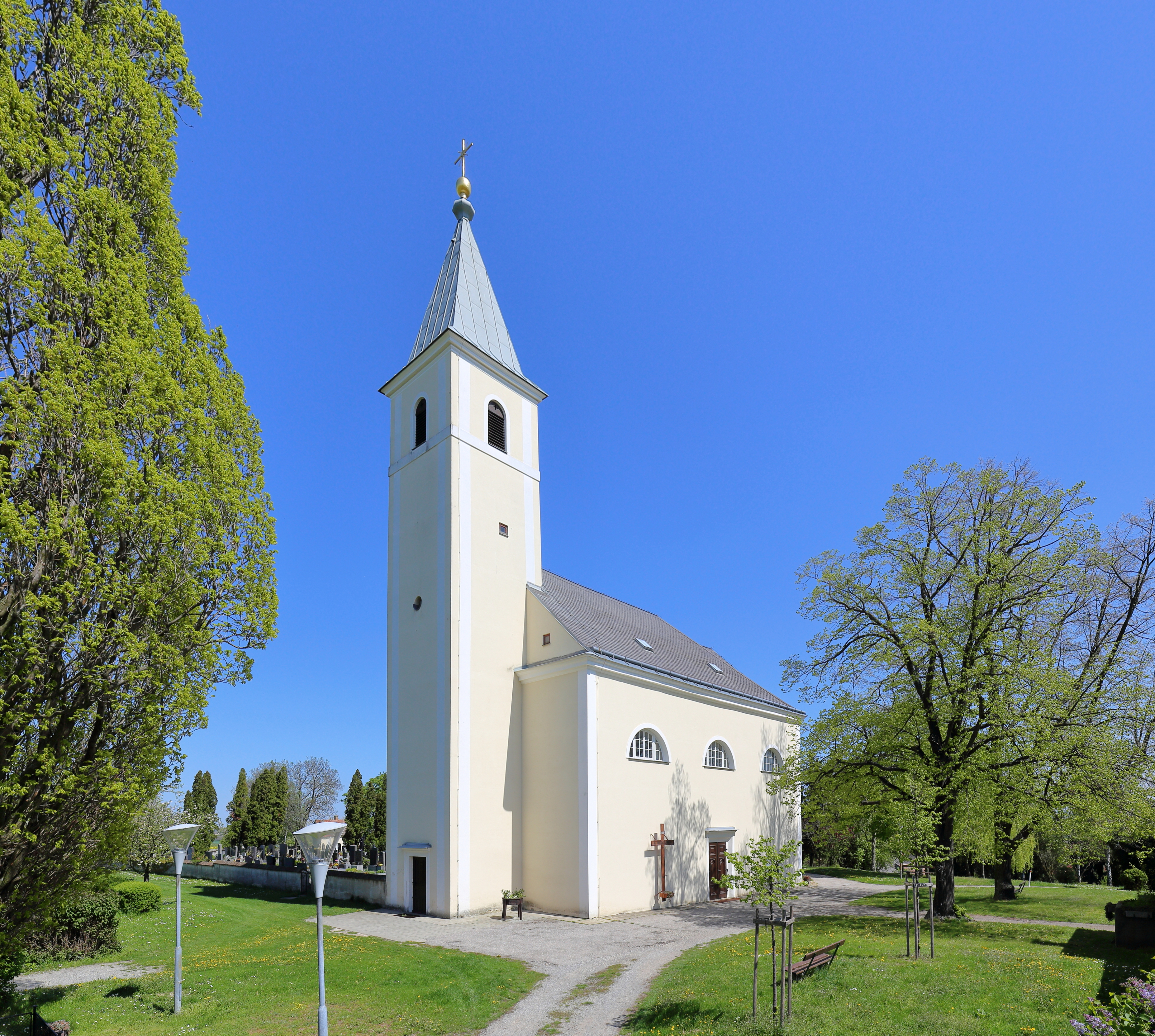
Pfarrkirche Sierndorf an der March

- Schloss Jedenspeigen aus der Spätrenaissance mit einer Ausstellung zur Schlacht auf dem Marchfeld.
- Katholische Pfarrkirche Jedenspeigen hl. Martin: Die Kirche im Kern aus dem Mittelalter wurde in der zweiten Hälfte des 19. Jhdts. durch die Architekten Franz Sitte (Vater von Camillo Sitte) und Friedrich von Schmidt, Architekt des Wiener Rathauses, neugotisch erweitert.[7] Im Inneren bedeutende Epitaphe der Familie Kollonitsch aus der Zeit um 1600.
- Katholische Pfarrkirche Sierndorf an der March Mariä Geburt
- An der Gemeindegrenze zu Dürnkrut wurde 1978 ein 6 Meter hoher Gedenkstein aus Granit errichtet. Dieser erinnert an die Schlacht auf dem Marchfeld und wurde vom Bildhauer Carl Hermann gestaltet[8].
- Papstkapelle in Jedenspeigen: anlässlich des ersten Österreichbesuches von Papst Johannes Paul II. 1983, zwischen Jedenspeigen und Sierndorf errichtet.
- Bründelkapelle in Sierndorf: stammt aus dem 19. Jahrhundert.
- Heimatmuseum Sierndorf an der March: Das Heimatmuseum befindet sich im Gebäude der ehemaligen Volksschule Sierndorf. Errichtet wurde dieses vom ehemaligen Schuldirektor Alfred Schultes. Neben einer Urgeschichtssammlung, ist das Museum zugleich auch ein Heimatmuseum, welches die Geschichte und Volkskultur von Sierndorf dokumentiert.

### Veranstaltungen

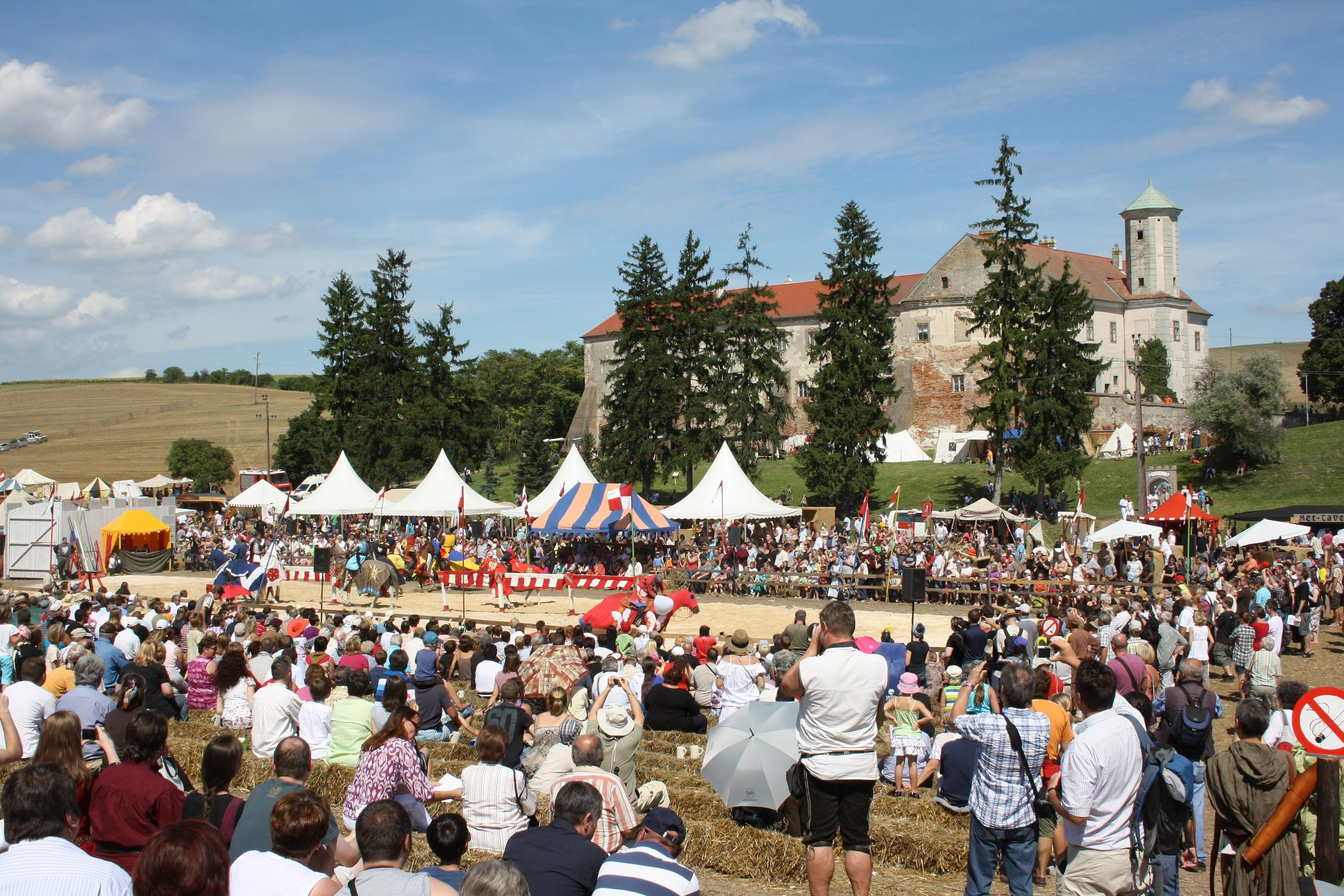
Mittelalterfest Jedenspeigen August 2011

- Mittelalterfest Jedenspeigen: Das auf Schloss Jedenspeigen stattfindende Mittelalterfest wurde gemeinsam mit der Marktgemeinde Dürnkrut im Jahre 2003 anlässlich des 725. Jubiläums der Schlacht bei Dürnkrut und Jedenspeigen gegründet. Bei dem im Jahr 2019 unter dem Motto „Ritter hautnah erleben“ veranstalteten Fest konnten ca. 8.000 Besucher begrüßt werden.
- The Spook: Open Air Electronic-Dance-Veranstaltung im Schlossareal Jedenspeigen.
- K & K Weinherbst-Fest am Kellerberg in Jedenspeigen jeweils am zweiten Samstag im September.
- Jungweinschnuppern am Kellerberg Jedenspeigen jeweils am zweiten Samstag im März.

## Wirtschaft und Infrastruktur
Nichtlandwirtschaftliche Arbeitsstätten gab es im Jahr 2001 23, land- und forstwirtschaftliche Betriebe nach der Erhebung 1999 88. Die Zahl der Erwerbstätigen am Wohnort betrug nach der Volkszählung 2001 522. Die Erwerbsquote lag 2001 bei 46,14 Prozent.

### Öffentliche Einrichtungen
In Jedenspeigen befindet sich ein Kindergarten und eine Volksschule.

### Verkehr
- Bahn: Jedenspeigen liegt an der Nordbahn, welche eine gute Verbindung mit Wien herstellt. In der Gemeinde gibt es mit der Haltestelle Jedenspeigen, auf Kilometer 53,3, und der Haltestelle Sierndorf an der March, auf Kilometer 55,2, zwei Bahnstationen. Nahezu jede Stunde verkehrt ein Zug der ÖBB zwischen Lundenburg bzw. Bernhardsthal und Wien bzw. Payerbach-Reichenau und umgekehrt. In den Stoßzeiten gibt es nahezu einen Halbstundentakt.
- Straße: Jedenspeigen liegt an der Bernstein Straße B49 sowie an der Landesstraße 3037.
- Bus: Mit Bussen gibt es eine Verbindung zwischen Mistelbach und Jedenspeigen.

### Sport
Der SV Jedenspeigen-Sierndorf spielt aktuell in der 2. Klasse Weinviertel Süd. Zudem nimmt der Tennisverein Jedenspeigen-Sierndorf an der Tennis-Meisterschaft teil.

### Vereine
- Dorferneuerungsverein Jedenspeigen
- Dorferneuerungsverein Sierndorf
- Elternverein Volksschule Jedenspeigen
- Fischereiverein Sierndorf
- Freiwillige Feuerwehr Jedenspeigen
- Freiwillige Feuerwehr Sierndorf
- Junge Generation Jedenspeigen
- Junge Generation Sierndorf
- JVP Jedenspeigen-Sierndorf
- Kirchenchor Sierndorf
- Kulturforum Graf Kollonitsch
- Landpartie am Kellerberg
- Musikverein Jedenspeigen-Sierndorf
- Seniorenbund Jedenspeigen-Sierndorf
- Sportverein Jedenspeigen-Sierndorf[11]
- Tennisverein Jedenspeigen-Sierndorf
- Theatergruppe Jedenspeigen-Sierndorf
- Verschönerungsverein Sierndorf
- Volkshilfe Jedenspeigen-Sierndorf
- Weinbauverein Jedenspeigen-Sierndorf

## Politik

### Gemeinderat
Der Gemeinderat hat 19 Mitglieder.
- Nach den Gemeinderatswahlen in Niederösterreich 1990 hatte der Gemeinderat folgende Verteilung: 12 ÖVP und 7 SPÖ.
- Nach den Gemeinderatswahlen in Niederösterreich 1995 hatte der Gemeinderat folgende Verteilung: 12 ÖVP, 6 SPÖ und 1 FPÖ.[12]
- Nach den Gemeinderatswahlen in Niederösterreich 2000 hatte der Gemeinderat folgende Verteilung: 12 ÖVP und 7 SPÖ.[13]
- Nach den Gemeinderatswahlen in Niederösterreich 2005 hatte der Gemeinderat folgende Verteilung: 12 ÖVP und 7 SPÖ.[14]
- Nach den Gemeinderatswahlen in Niederösterreich 2010 hatte der Gemeinderat folgende Verteilung: 13 ÖVP und 6 SPÖ.[15]
- Nach den Gemeinderatswahlen in Niederösterreich 2015 hatte der Gemeinderat folgende Verteilung: 13 ÖVP und 6 SPÖ.[16]
- Nach den Gemeinderatswahlen in Niederösterreich 2020 hatte der Gemeinderat folgende Verteilung: 13 ÖVP und 6 SPÖ.[17]
- Nach den Gemeinderatswahlen in Niederösterreich 2025 hat der Gemeinderat folgende Verteilung: 11 ÖVP und 8 SPÖ.[18]

### Bürgermeister
- 1895–1915 Josef Wille (CSP)[19][20]
- 1946–1955 Mathias Weilinger
- 1955–1960 Martin Strohmayer
- 1960–1967 Eduard Horin
- 1967–1999 Josef Bauer
- 1999–2018 Reinhard Kridlo (ÖVP)
- seit 2018 Alfred Kridlo (ÖVP)

## Persönlichkeiten
- Josef Wille (1855–1935), Politiker
- Josef Lowatschek (1879–1950), Politiker
- Herbert Nowohradsky (* 1950), 2. Landtagspräsident und Politiker (ÖVP)
- Harris & Ford, österreichisches DJ-Duo aus Sierndorf an der March